# Mist of Avalon
Le Mist of Avalon est une goélette canadienne de 1967 dont le port d'attache est Ivy Lea en Ontario

## Histoire
Ce navire a été construit au chantier naval Maclean à Mahone Bay en Nova Scotia en 1967. Il est lancé comme bateau de pêche à moteur du nom de Liverpool Bay pour la pêche à la morue sur les côtes de Nouvelle-Écosse et Terre-Neuve.
Après 20 ans de service comme un navire de pêche il est mis à l'oubli à quai du port Halifax.
En 1992, il est racheté. Remis en état il est rebaptisé Mist of Avalon en 1993 et remorqué jusqu'à Ivy Lea, en Ontario pour être converti en bateau à voile dans la tradition des goélettes du 19e siècle de la région des Grands Bancs. Il est aussi aménagé pour recevoir des passagers en croisière.
En 1997 il fait son voyage inaugural à la voile à Bonavista à Terre-Neuve pour saluer un autre bateau historique le Matthew de John Cabot.
Il participe à des rassemblements et événements nautiques  et sert comme  navire-école de la voile.
Il a aussi participé  au Fêtes maritimes de Brest de Brest 2004.